# Івано-Франківський коледж бізнесу та інформатики
Коледж бізнесу та інформатики Галицької академії — вищий навчальний заклад І рівня акредитації входить у структуру ПВНЗ «Галицька академія», м.Івано-Франківськ.
Адреса: м. Івано-Франківськ, вул. Вовчинецька 227

## Абітурієнту
Коледж бізнесу та інформатики на базі 9-х класів проводить набір абітурієнтів на спеціальності:
- фінанси і кредит (термін навчання — 2 роки 10 місяців);
- маркетингова діяльність (термін навчання — 2 роки 10 місяців);
- обслуговування комп'ютерних систем і мереж (термін навчання — 3 роки 10 місяців);
- розробка програмного забезпечення (термін навчання — 3 роки 10 місяців).
- туристичне обслуговування (термін навчання 3 роки 5 місяців)

Зарахування в Галицьку академію після здобуття освітньо-кваліфікаційного рівня «молодший спеціаліст» за скороченою програмою навчання на ІІІ курс.